# Nei panni di Pietro
Nei panni di Pietro (The Shoes of the Fisherman) è un romanzo di fantapolitica dell'autore australiano Morris West pubblicato nel 1963.
Dal libro è stato tratto nel 1968 il film L'uomo venuto dal Kremlino, diretto da Michael Anderson con Anthony Quinn per protagonista.

## Trama
Nella messa con cui inizia il conclave per eleggere il nuovo papa, l'omelia è affidata a Kiril Lakota, arcivescovo ucraino a lungo detenuto in un gulag siberiano che ha appreso della propria nomina a cardinale al momento del rilascio. Contro ogni aspettativa, Lakota è eletto papa e assume il nome di Kiril I. Egli vorrebbe imprimere una forte spinta innovativa alla Chiesa cattolica per renderla in grado di affrontare meglio le sfide del mondo moderno, ma è frenato dai consigli dei cardinali di curia, che gli raccomandano prudenza, oltre che dai suoi personali dubbi e timori di compiere mosse avventate. Trova però alcuni momenti di pace interiore nell'amicizia che instaura con padre Télémond, un gesuita paleontologo che ha passato delle incomprensioni con i vertici del suo ordine per le sue tesi ritenute eterodosse. 
Tramite emissari in incognito, papa Kiril tiene anche una corrispondenza col suo antico carceriere Kamenev, ora a capo del Praesidium dell'Unione Sovietica, che cerca di spingere verso una maggiore tolleranza verso i cattolici in URSS come contropartita per i suoi sforzi nell'alleggerire la situazione di tensione internazionale, in particolare con la Cina che persegue una politica aggressiva nel tentativo di rimediare alle carestie che vi si sono verificate.
Attraverso Ruth Lewin, una donna di origine ebraica incontrata dal pontefice in una visita in incognito in un quartiere popolare di Roma, la storia di papa Kirill s'intreccia con quelle del giornalista americano George Faber, corrispondente in Italia di un giornale newyorkese, della sua amante Chiara Calitri. e del suo marito, rampante politico italiano.

## Personaggi
- Cardinale Kiril Lakota, poi papa Kiril I: arcivescovo di Leopoli di rito ruteno. Al momento del conclave è descritto come un uomo alto e sottile, con capelli e barba neri.[2] La sua figura è ispirata a quelle del cardinale Josyp Slipyj e del vescovo Hryhorij Lakota.
- Cardinale Leone: ottantaduenne[3], con folti capelli bianchi, è il decano del Sant'Uffizio. Considerato uno degli elementi più rigorosi e conservatori della Curia, è tuttavia lui a proclamare Kiril Lakota come proprio candidato.
- Cardinale Valerio Rinaldi: di nobile famiglia romana, ottiene di ritirarsi a vita privata nella sua sontuosa villa, attorniato dai suoi famigliari.
- Jean Télémond: gesuita e paleontologo francese. La sua figura è ispirata a quella di Pierre Teilhard de Chardin. Richiamato a Roma, è invitato a tenere un'allocuzione all'Università Gregoriana, nella quale esprime le sue idee teologiche, che impressiona molto i presenti e riscuote l'ammirazione di papa Kiril. Tuttavia, alcune delle sue tesi vengono condannate e muore amareggiato poco tempo dopo.
- Rudolf Semmerling: generale della Compagnia di Gesù, di nazionalità tedesca. È stato spesso in contrasto con padre Télémond.
- George Faber: giornalista americano, corrispondente per l'Italia del Monitor di New York. Ha una relazione con Chiara Calitri, che spera di sposare una volta che questa abbia ottenuto l'annullamento del matrimonio. Inizia poi a frequentare assiduamente Ruth Lewin.
- Chiara coniugata Calitri: moglie separata del politico Corrado Calitri, ha una relazione con George Faber. Si sente attratta da uomini più vecchi di lei, che le danno un senso di protezione. Per effetto dei maneggi della zia del marito, che vuole migliorare la reputazione di Corrado, si allontana da Faber.
- Orlando Campeggio: direttore de L'Osservatore Romano, si allea con George Faber contro Corrado Calitri perché teme che questi abbia una cattiva influenza su suo figlio, membro dello staff del politico.
- Ruth Lewin: trentacinquenne[4] cittadina americana di origini ebree tedesche. Si convertì al cattolicesimo con i suoi genitori al momento di rifugiarsi in Spagna. Nel 1941 ottennero di potersi trasferire negli Stati Uniti. Si sposò con un giovane ebreo ma il matrimonio non fu felice e fu interrotto dalla morte del marito in un incidente stradale. Si trasferì poi a Roma dove si dedicò all'opera di infermiera volontaria. È in questa veste che incontra papa Kiril in casa di un popolano. Successivamente sembra prendere nella vita di George Faber il posto lasciato vuoto da Chiara Calitri.
- Corrado Calitri: uomo politico italiano. Il suo matrimonio con Chiara è fallito a causa delle tendenze omosessuali dell'uomo. Spinto dall'ambizione di sua zia, la principessa Maria Caterina Daria Poliziano, progetta di contrarre un nuovo matrimonio dopo l'annullamento e di arrivare a ricoprire la Presidenza del Consiglio dei Ministri dopo le successive elezioni politiche.
- Kamenev: uomo politico sovietico, già carceriere di Lakota. Per i suoi successi nello sviluppare l'agricoltura in Siberia è stato chiamato a far parte del Praesidium.
- Georg Wilhelm Forster: apparentemente un commerciante tedesco orientale, è in realtà un emissario di Kamenev di origine georgiana. Sebbene sia un ortodosso convinto e praticante, serve il regime sovietico per spirito patriottico.

## Edizioni italiane
- Morris L. West, Nei panni di Pietro, traduzione di Amalia d'Agostino Shanzer, Sidera, Milano, Rizzoli, 1964,  p. 335.
- Morris L. West, Nei panni di Pietro, traduzione di Amalia d'Agostino Shanzer, BUR 299, Milano, Rizzoli, 1979,  p. 335.